# Past and Present
Past and Present o Past & Present es una revista de historia publicada trimestralmente  por la Oxford University Press y realizada por la Sociedad Past and Present. Fue fundada en 1952 por una serie de historiadores asociados al grupo de historiadores conocidos como «marxistas británicos», entre los que se incluían Edward Palmer Thompson y Eric Hobsbawm. Esta publicación fue pionera en el desarrollo de la historia social.